# Libochovany (zámek)
Libochovany jsou zámek ve stejnojmenné obci na pravém břehu Labe v okrese Litoměřice. Zámek je chráněn jako kulturní památka ČR.

## Historie

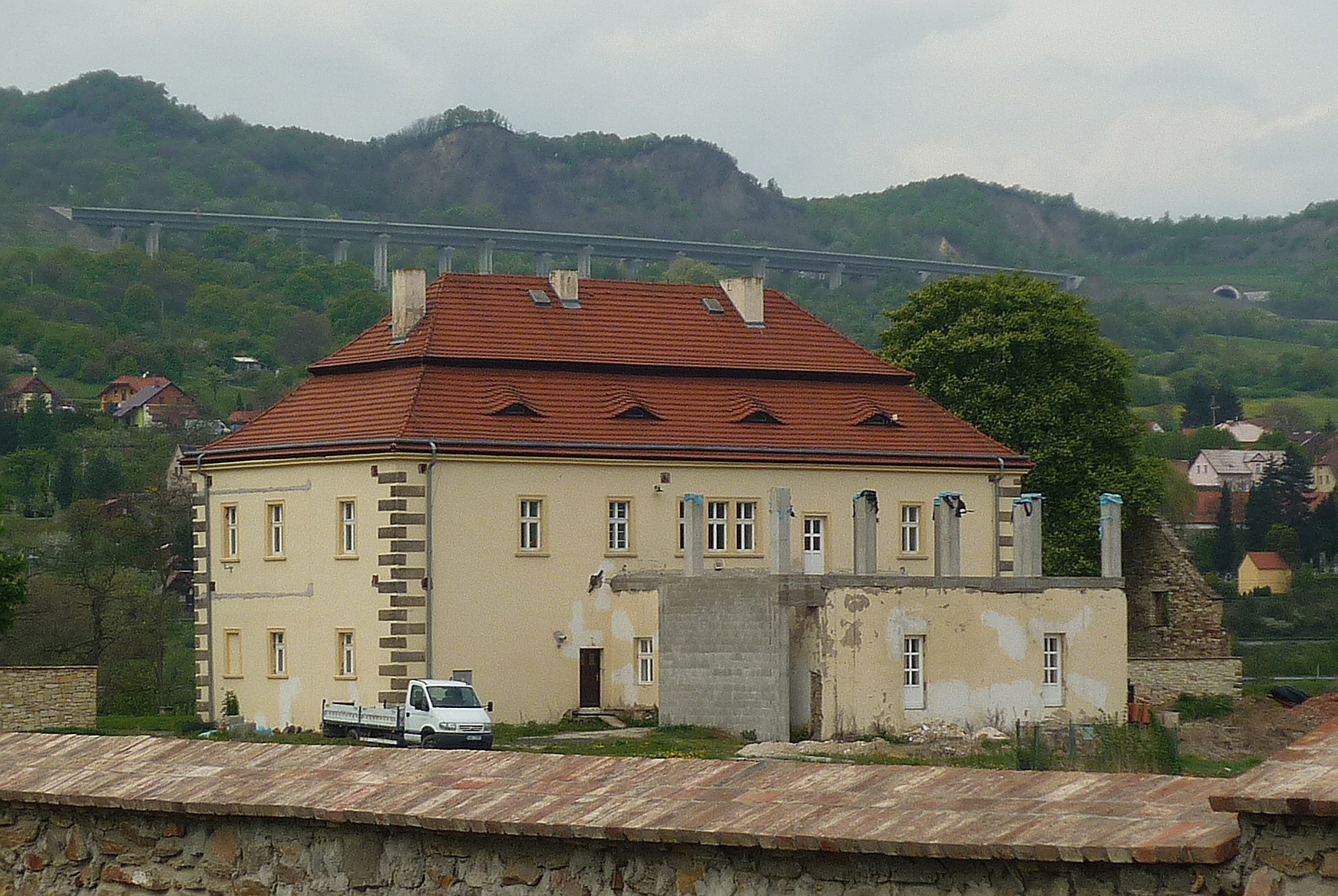
Východně strana zámku

První písemná zmínka o libochovanské tvrzi pochází z roku 1395, kdy na ní sídlil Jindřich z Libochovan. Vesnice však byla rozdělena na více dílů, které patřily také Vchynickým z Vchynic, kladrubskému a doksanskému klášteru. Po roce 1499 Libochovany získali Kaplířové ze Sulevic. Při dělení dědictví v roce 1541 jsou zmiňováni bratři Jan Kunát a Fridrich, z nichž první získal tvrz s poplužním dvorem a několik vesnic. Fridrich svůj díl, který tvořily mimo jiné některé libochovanské dvory, roku 1548 prodal Václavu Kaplířovi ze Sulevic na Milešově a ten o dva roky později Vilému Kamýckému ze Žernosek. Po smrti Jana Kunáta prodal poručník jeho potomka panství Frycalu Klusákovi z Kostelce. Po něm se v držení Libochovan vystřídal jeho bratr Ondřej Klusák z Kostelce, od roku 1563 Zdislav Abdon Bezdružický z Kolovrat, od roku 1578 Jan Šlejnic ze Šlejnic, od roku 1587 Kryštof z Roupova na Vildštejně a Poříčí a jeho synové, kteří panství prodali Vilémovi Kamýckému ze Lstiboře.
Vilém Kamýcký tak spojil dvě části libochovanského panství a starou tvrz nechal přestavět na pozdně renesanční zámek. Jeho syn Jan Všebor Kamýcký ze Lstiboře se zúčastnil stavovského povstání, a za trest byly jeho statky (Libochovany, Prackovice nad Labem a Velké Žernoseky) převedeny v léno. Janovi bratři odmítli přestoupit ke katolictví, a když Jan roku 1625 zemřel, bylo jim panství zabaveno a o rok později ho koupil mincmistr Vilém z Vřesovic za 65 379 kop míšeňských grošů. Někdy mezi lety 1651–1681 byl zámek přestavěn. Po roce 1667, kdy panství koupili Nosticové, bylo panské sídlo přestěhováno na žernosecký zámek, ke kterému Libochovany patřily až do konce devatenáctého století. Dalším majitelem se stal Arnošt Sylva-Taroucca a od roku 1916 továrník J. Schicht, kterému byl zámek po roce 1945 zkonfiskován a upraven na byty.

## Stavební podoba
Budova libochovanského zámku má obdélný půdorys a armovaná nároží. Dovnitř se vstupuje renesančním portálem, nad jehož trojbokým štítkem byla ve druhé polovině sedmnáctého století umístěna kartuš s aliančním znakem Jana Hartvíka z Nostic a jeho manželky Eleanory z Lobkovic. Za vchodem se nachází valeně zaklenutá síň s hřebínkovými lunetami a krbem.